# 2023年黑山总统选举
蒙特內哥羅總統選舉於2023年3月19日舉行，結果長期執政的現任總統米洛·朱卡諾維奇連任失敗。